# Masenberg

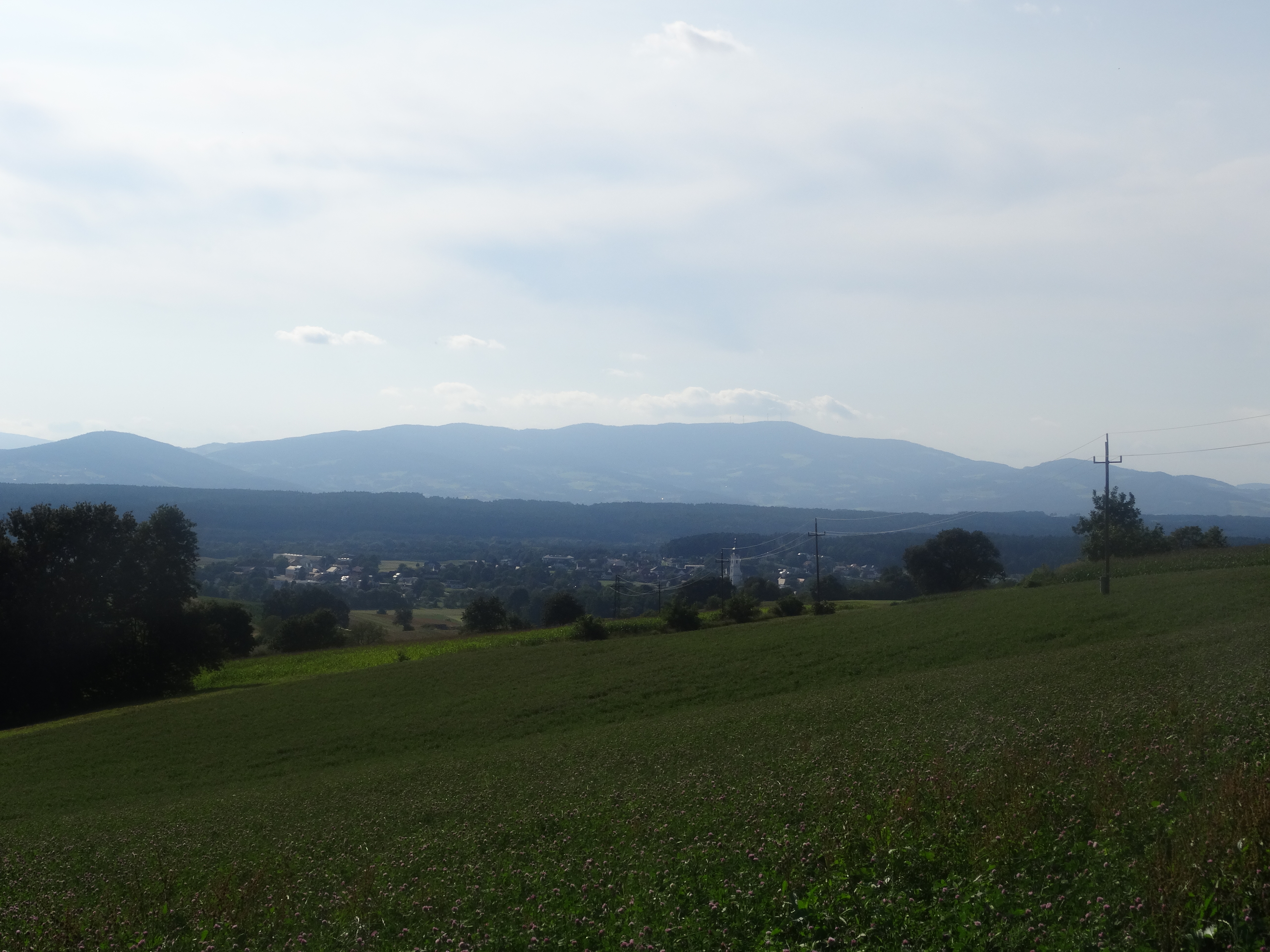
Masenberg vom Mittelburgenland gesehen

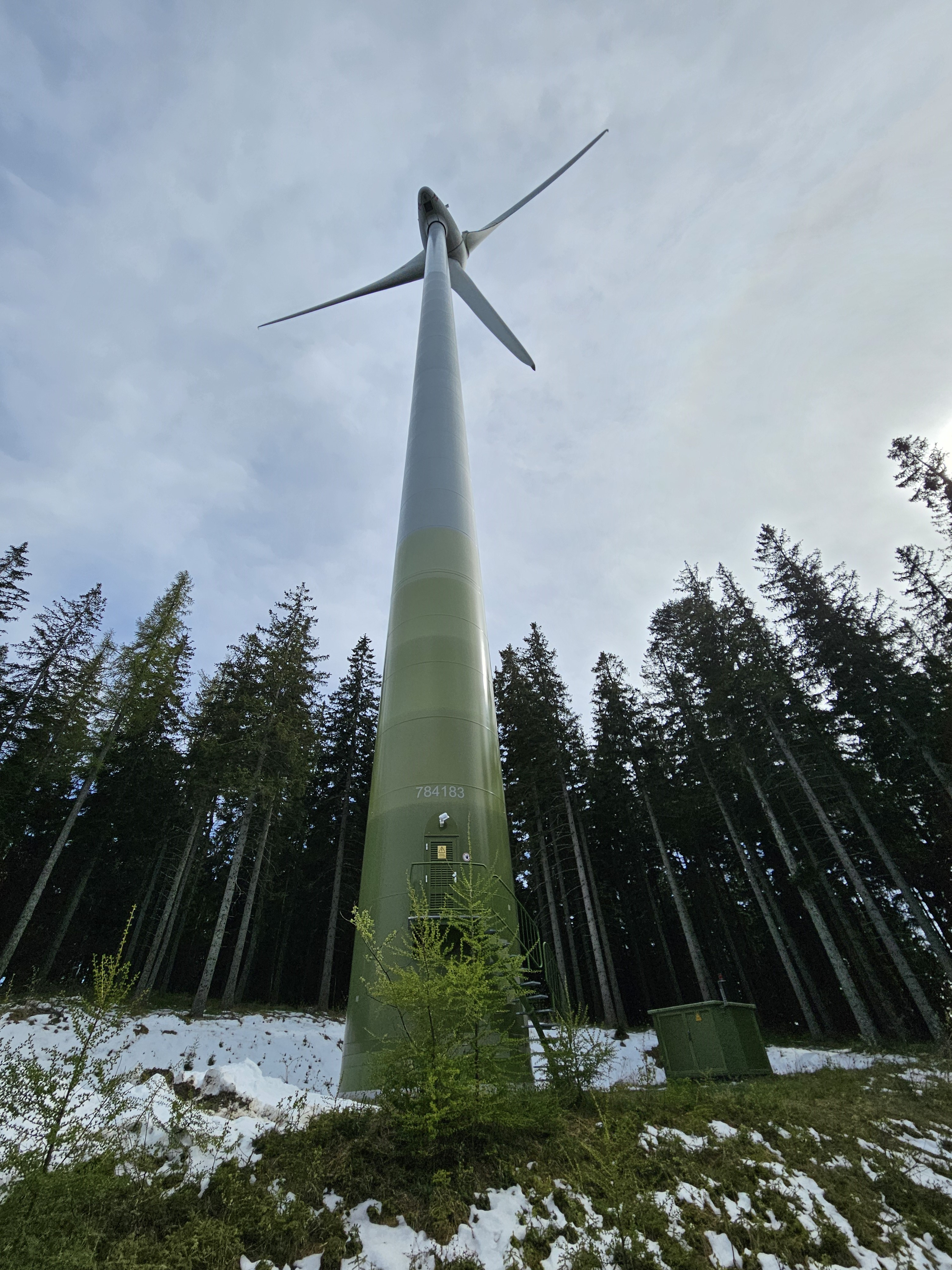
Windkraftanlage am Masenberg

Der Masenberg ist ein Berg im Randgebirge östlich der Mur in der Steiermark. Mit einer Höhe von 1261 m ü. A. bildet er einen der letzten hohen Ausläufer der Zentralalpen Richtung Osten und trennt mit seinem langgezogenen Bergrücken das Vorauer Becken im Norden und das Lafnitztal im Osten. Im Süden des Masenbergs liegen die Orte Pöllauberg und Pöllau.
Der Gipfelkamm ist ein bewaldeter Rücken, der sich vom Pongratzer Kogel (1248 m) im Osten bis zum ebenfalls Masenberg (oder Grätzer Kogel) genannten höchsten Punkt im Westen über etwa einen Kilometer hinzieht. Nördlich des Pongratzer Kogels liegt noch die Pucheggberg genannte Erhebung (1144 m). Das Massiv des Masenbergs setzt sich nach Südosten bis zum Ringkogel (789 m) bei Hartberg fort. Vom Masenberg aus hat man die Aussicht in weite Teile der Oststeiermark und des mittleren Burgenlands.

## Geologie
Der Masenberg besteht überwiegend aus Glimmerschiefer, mit Einlagerungen von Granit, Augengneis und Amphibolit und liegt am Rand des Steirischen Beckens, einer Randbucht des Pannonischen Beckens.

## Name
Bereits im 12. Jahrhundert wird ein Marchward vom Masenberg als Besitzer der Burg Reitenau erwähnt.

## Gipfelbereich
Direkt neben dem höchsten Gipfel befindet sich das nach Ottokar Kernstock benannte Kernstockhaus, das ehemals im Besitz der Sektion Neunkirchen des ÖTK war. Danach war die Hütte ein privates Gasthaus. Seit 1987 ist der Gipfelbereich im Besitz der Hoteliers-Familie Wilfinger, die das Haus aktuell (2008) als Hildegard-von-Bingen-Naturhaus auf dem Kraftort Masenberg nichtöffentlich betreibt. Dieselbe Hotelkette aus der Oststeiermark hat auch die 2008 auf eBay angebotene Kapelle aus Hof in Kirchberg an der Raab erworben, abreißen und auf dem Masenberg als Glückskapelle neuerlich errichten lassen.
Nordöstlich des Gipfels, bereits im Gemeindegebiet von Schachen, befindet sich ein kleines Schigebiet mit ehemals zwei Schleppliften, von denen nur noch einer existiert. Unmittelbar daneben steht eine ganzjährig betriebene neue Schihütte und Gaststätte.
Über den Gipfelbereich führt auch der Ostösterreichische Grenzlandweg, ein österreichischer Weitwanderweg, der vom Waldviertel nach Bad Radkersburg führt.

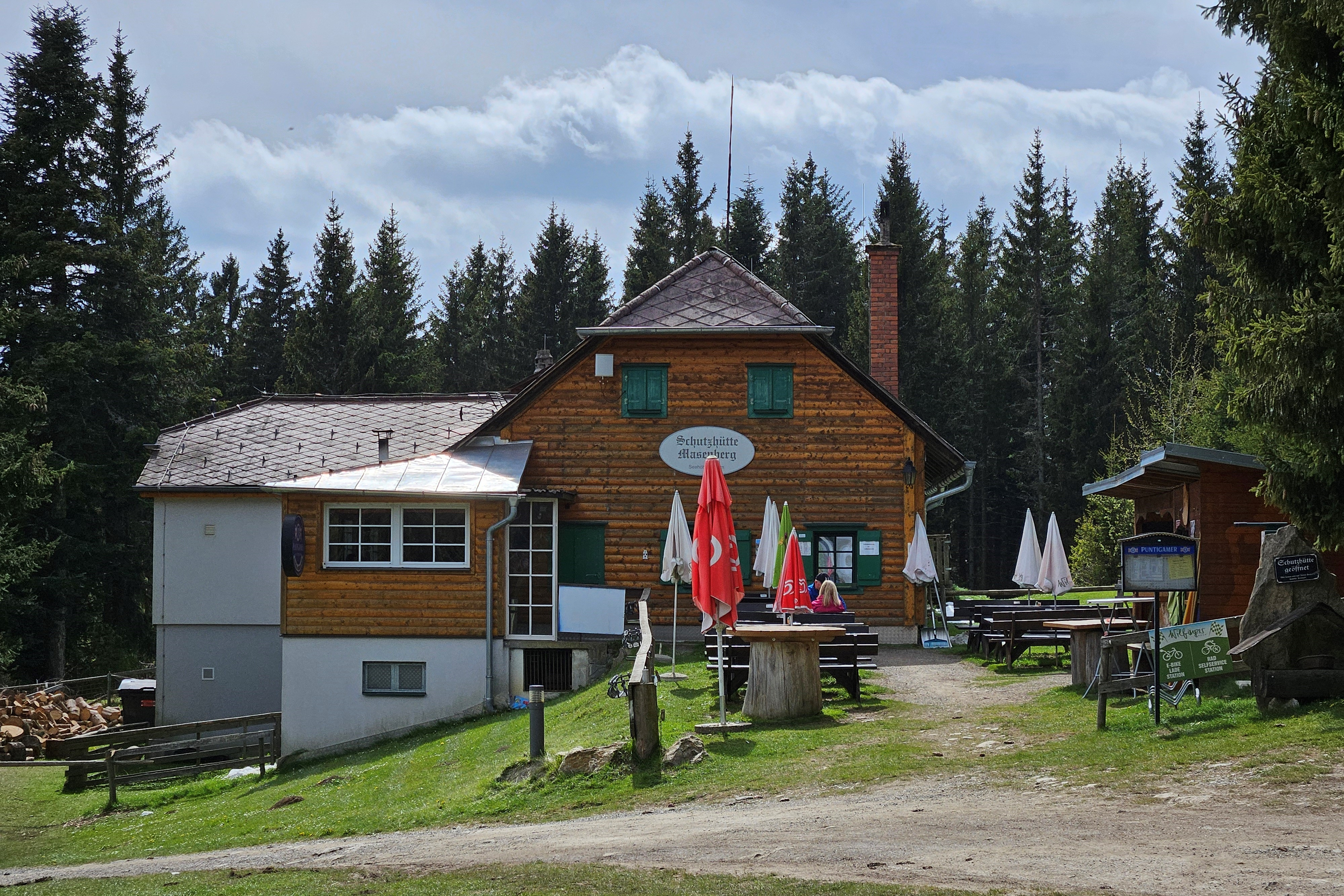
Schutzhütte Masenberg
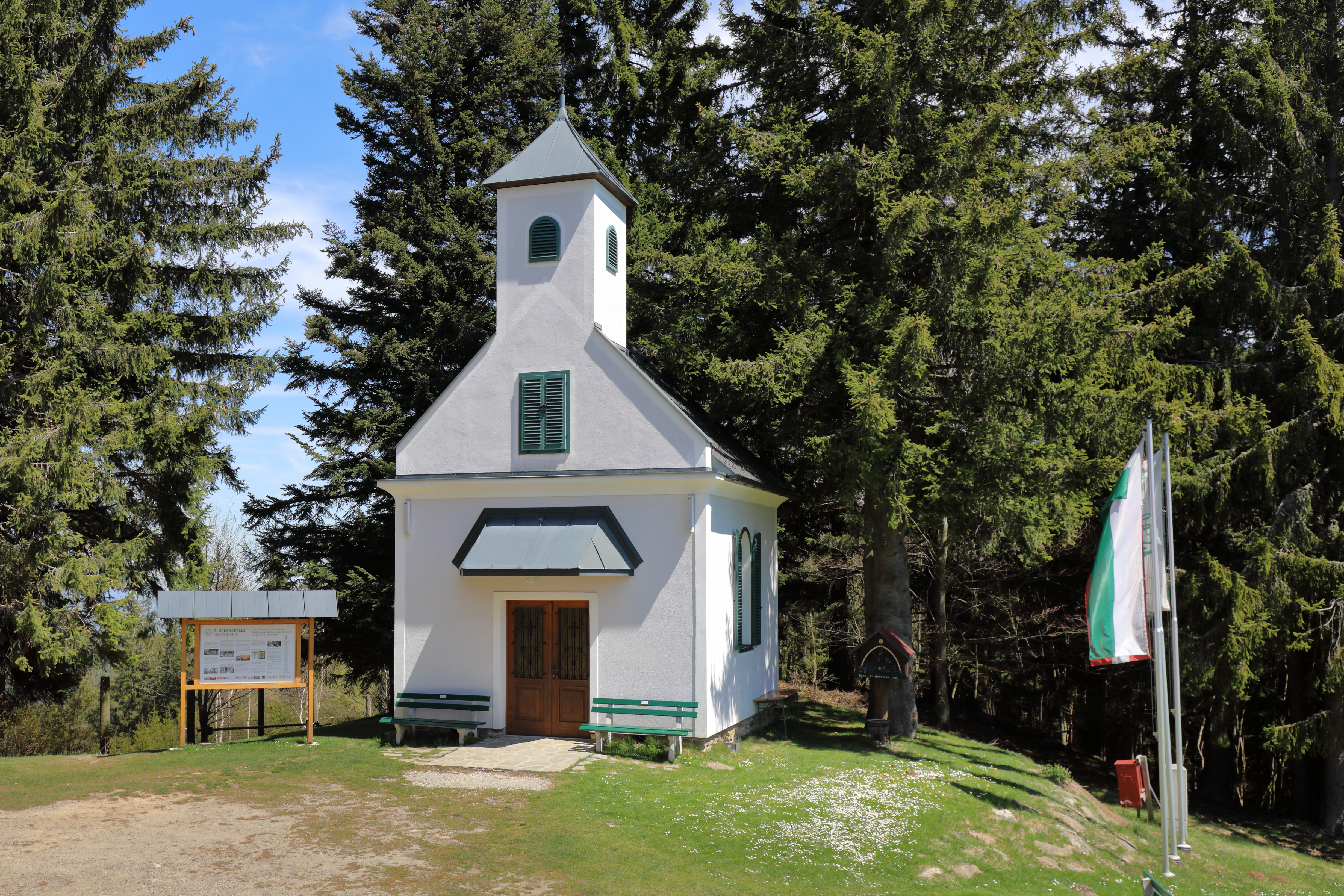
Glückskapelle Masenberg

## Filialkirche St. Pankrazen
Am Osthang des Masenbergs, auf einer Höhe von 925 m, erhebt sich im Ortsteil Pongrazen der früheren Gemeinde Stambach die kleine Kirche St. Pankrazen. Sie wurde 1544 erstmals urkundlich erwähnt, ihr genaues Entstehungsjahr und der Grund ihrer Errichtung lassen sich heute jedoch nicht mehr nachvollziehen. Im Gegensatz zu vielen anderen katholischen Kirchen ist die Kirche mit ihrer Hauptachse und dem Altar nach Westen ausgerichtet. Jeweils am 12. Mai (St. Pankratiustag) wird in der Kirche eine Messe gelesen. Der nach der Kirche benannte Pankratziusweg verbindet als Pilgerweg Vorau über St. Pankratzen mit Pöllauberg.
Neben der Kirche steht das hölzerne Mesnerhäusl, das an Wochenenden als Gasthaus genutzt wird.

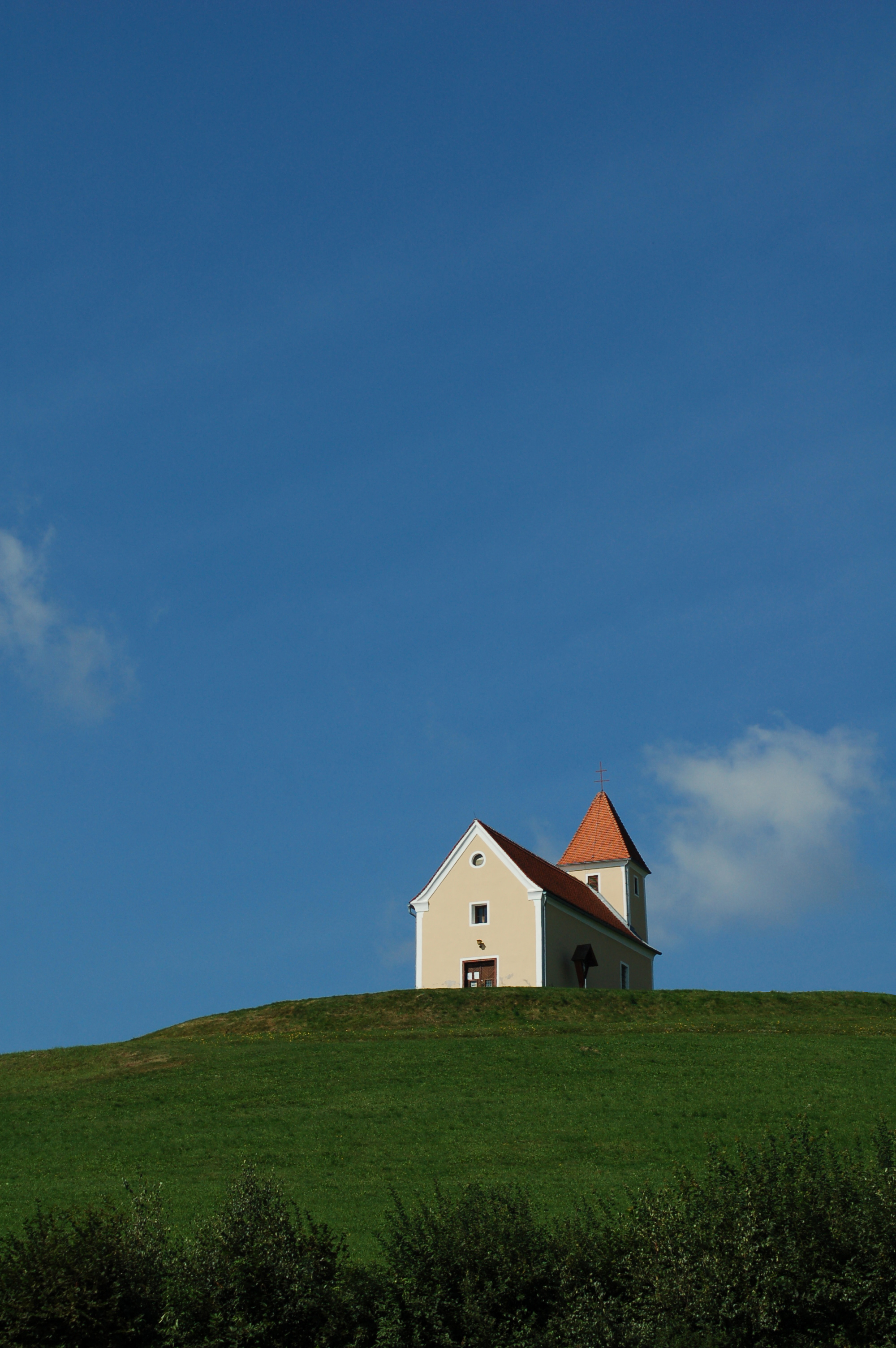
Filialkirche St. Pankrazen
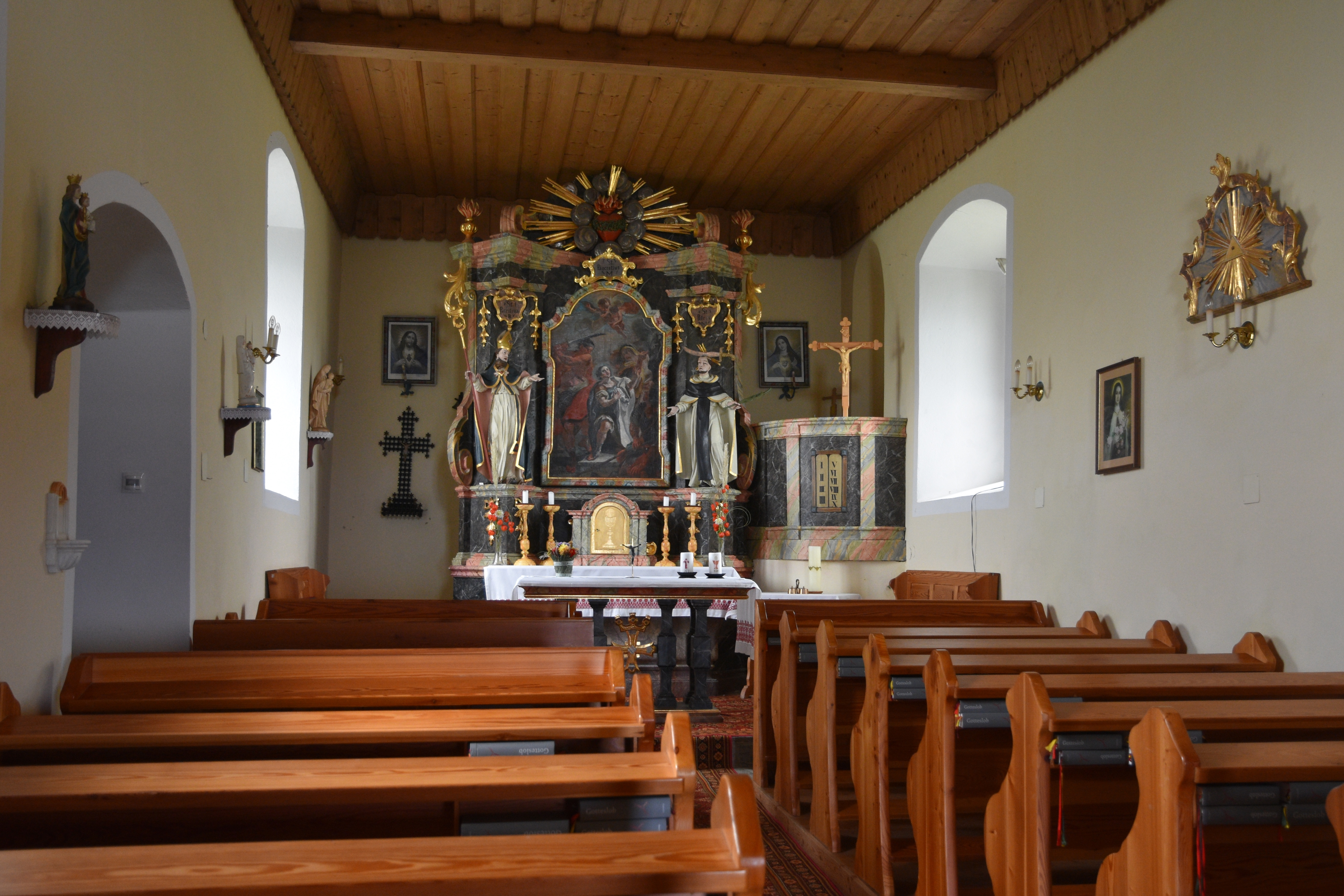
Filialkirche St. Pankrazen – Innenraum vom Eingang
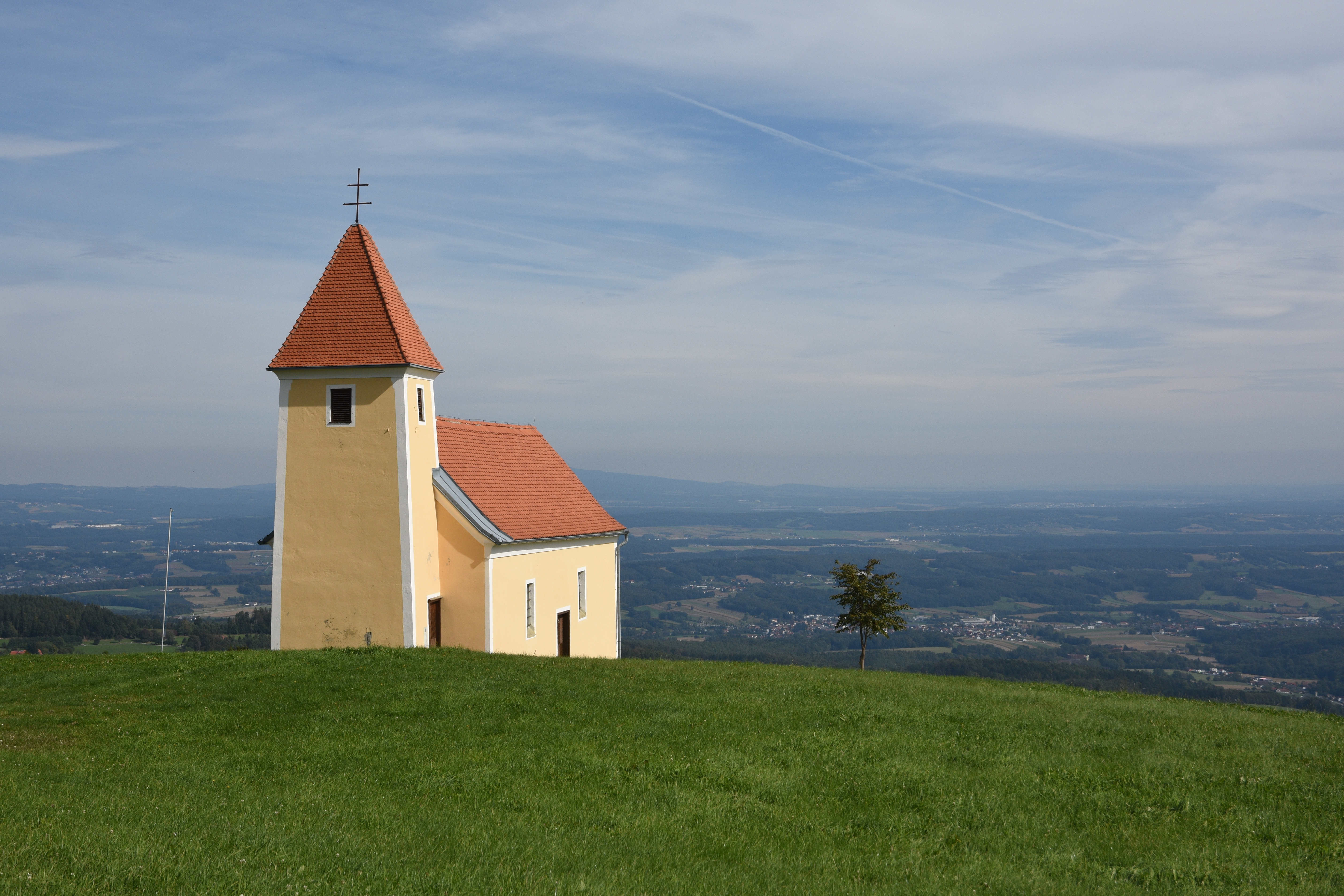
Blick nach Südosten